# Astra 1C
Astra 1C fost un satelit geostaționar pentru comunicații lansat în 1993 de către Société Européenne des Satellites (SES), acum SES Astra. Satelitul a rămas în serviciu până în 2011 și este acum în paragină.
Astra 1C a fost cel de-al treilea satelit pentru comunicații plasat pe orbită de către SES, și a fost inițial implementat spre poziția orbitală Astra 19.2°E.
Satelitul a fost destinat să fie înlocuit în 2002, împreună cu Astra 1B, de către Astra 1K, dar acest satelit nu a reușit să ajungă spre orbită. Acesta a fost în cele din urmă înlocuit de Astra 1KR în 2006.
În noiembrie 2006, înainte de lansarea Astra 1L de la  poziția 19.2°E, Astra 1C a fost plasat într-o orbită înclinată și s-a mutat mai întâi la 2,0°E pentru teste, iar apoi, în februarie 2007, la 4,6°E, teoretic parte din grupul de sateliți Astra 5°E, dar în mare parte neutilizat.
Pe acest satelit au fost transmise: 
- Minimax, versiunea originală spaniolă, parte a Canal Satellite Espána.
- Cartoon Network Europa, și mai târziu UK, partajat cu TNT Classic Movies, TNT UK și TCM UK până pe 30 iunie 2001.

- The Children's Channel (cunoscut sub numele de TCC), primul canal european special pentru copii, lansat în 1985 și închis în 1998, respectiv 1999 pe cablu și în 2000, în țările nordice.
- Canale germane, cum ar fi: ZDF; MRD sau BF1.
- Discovery Channel și TLC UK.

- QVC, primul canal de teleshopping în Europa.

## Folosirea transponder-ului
Pe Astra 19.2°E
| Transponder | Frecvență | Canale |
| ----------- | --------- | --- |
| 33          | 10,964 H  | ZDF (1993-2012) |
| 34          | 10,979 V  | UK Living (1993–2001), Chinese Channel (1994–1995), Television X - The Fantasy Channel (1995-2001), Talent Channel (1997), Gay TV (1997-1998) |
| 35          | 10,994 H  | The Children's Channel (1993–1998), The Family Channel (1993–1997), China News and Entertainment (1993–1994), HSN (1996-1997), Challenge (1997–2001), Family Late (1997-2001), Travel Industry (1997-1999) TV Travel Shop (1998-2001), CNBC Europe (1998), Screenshop (1999-2001), Arte (2002-2012) |
| 36          | 11,009 V  | Minimax (1993–1997), Sportsmania (1996), Documanía (1996-1997), Phoenix (1997-2012) |
| 37          | 11,023 H  | Cartoon Network UK/Europe (1993-1999), Cartoon Network UK (1999-2001), TNT Classic Movies UK/Europe (1993-1999), TNT UK (1999-2000), TCM UK (2000-2001), B.TV (2001-2003), BTV4U (2003-2004), Astro TV (2005-2008) |
| 38          | 11,038 V  | QVC UK (1993-2001) |
| 39          | 11,053 H  | West3 (1993-1994), WDR Fernsehen (1994-2012) |
| 40          | 11,068 V  | Cineclassics (1993–1997), Astra Vision (1997), Hessen Fernsehen (1997-2012) |
| 41          | 11,082 H  | Discovery Channel UK (1993–2001), CMT Europe (1993–1994), TLC UK (1994-1997), Regal Shop (1995-1996), ENB (1996-1998), HSN (1996-1997), Screenshop (1997-1998), Discovery Home & Leisure UK (1997–2001), Quantum 24 (1999), Shop America (1999-2001), BR-alpha (2002-2012) |
| 42          | 11,097 V  | Bravo (1993–2001), EBN (1995-1998), H.V.C (1993-1995), The Adult Channel (1993-1995), HSN (1996-1997), Trouble (1997–2001), Playboy Channel (1995-1997), CNBC Europe (1998), Screenshop (1998-2001) |
| 43          | 11,112 H  | MDR Fernsehen (1993-2012) |
| 44          | 11,127 V  | Galavision (1993–1997), Sky Travel (1997-2001), Sky Movies Gold (1997-1998), TV Shop (1998-2000), Sky Cinema (1998-2001), VIVA (2000-2010) |
| 45          | 11,141 H  | Bayerisches Fernsehen (1993-2012) |
| 46          | 11,156 V  | Nickelodeon UK (1993–2001), TV Asia (1993-1994), The Paramount Channel (1995-1997), VH-1 Germany (1995), Paramount Comedy Channel (1997-2001) |
| 47          | 11,171 H  | Astra 1C News (1993-1994), Sky Barker (1994), China News & Entertaiment (1994-1995), Sky Sports 2 (1994-2001), Sky Soap (1994-1997), Sky Travel (1994-1997), Sci-fi Channel UK (1995-1997), Sky Sports Gold (1995-1996), The History Channel UK (1995-1997), Christian Channel Europe (1995-1997) Bloomberg UK (2002-2003), SFB1 (2002-2003), RBB Berlin (2003-2005), 1-2-3.TV (2004-2008), Astro TV (2004-2005) |
| 48          | 11,186 V  | Südwest 3 (1993-1998), SWR Baden-Württemberg (1998-2012) |

## Link-uri externe
- OnAstra - Site-ul oficial al consumatorilor/telespectatorilor